# 河上英
河上 英（かわかみ えい、1862年12月18日（文久2年10月27日） - 1918年（大正7年）6月6日）は、日本の政治家、衆議院議員（2期）。

## 経歴
島根県出身。東京専修学校で学ぶ。浜田町会議員、那賀郡会議員、同参事会員、島根県会議員、那賀郡水産組合長となる。
1904年の第9回衆議院議員総選挙において島根県郡部から立憲政友会公認で立候補して当選した。1908年の第10回衆議院議員総選挙でも再選した。1912年の第11回衆議院議員総選挙では次点で落選した。1929年に死去した。